# Promozione Abruzzo 1955-1956
La Promozione fu il massimo campionato regionale di calcio disputato negli Abruzzi nella stagione 1955-1956.
A ciascun girone, che garantiva al suo vincitore la promozione in IV Serie a condizione di soddisfare le condizioni economiche richieste dai regolamenti, partecipavano sedici squadre, ed era prevista la retrocessione delle quattro peggio piazzate, anche se erano possibili aggiustamenti automatici per ripartire fra le appropriate sedi locali le squadre discendenti dalla IV Serie.

## Squadre partecipanti
| Squadra                     | Città (provincia)        | Stagione precedente |
| --------------------------- | ------------------------ | ------------------- |
| Pol. A.C.L.I. Sez. Calcio   | Teramo                   |                     |
| U.S. Andreja Pescara        | Pescara                  |                     |
| G.S. Aterno                 | Raiano (AQ)              |                     |
| A.S. Atessa                 | Atessa (CH)              |                     |
| Pol. Audace                 | Tagliacozzo (AQ)         |                     |
| S.S. Asfalti Abruzzi-Celano | Celano (AQ)              |                     |
| S.S. Francavilla            | Francavilla al Mare (CH) |                     |
| Pol. Forza e Coraggio       | Avezzano (AQ)            |                     |
| A.S. Guardiagrele           | Guardiagrele (CH)        |                     |
| A.C. Ortona                 | Ortona (CH)              |                     |
| A.C. Popoli                 | Popoli (PE)              |                     |
| A.S. Pro Vasto              | Vasto (CH)               |                     |
| S.S. Sulmona                | Sulmona (AQ)             |                     |
| U.S. Termoli                | Termoli (CB)             |                     |
| U.S. Ursus                  | Pescara                  |                     |
| A.P. Virtus Lanciano        | Lanciano (CH)            |                     |

## Classifica finale
|  | Pos. | Squadra                   | Pt      | G  | V  | N | P  | GF | GS | DR  |
|  | ---- | ------------------------- | ------- | -- | -- | - | -- | -- | -- | --- |
|  | 1.   | Virtus Lanciano           | 48      | 28 | 21 | 6 | 1  | 69 | 12 | +57 |
|  | 2.   | Ortona                    | 44      | 28 | 18 | 8 | 2  | 66 | 13 | +53 |
|  | 3.   | Pro Vasto                 | 39      | 28 | 15 | 9 | 4  | 66 | 26 | +40 |
|  | 4.   | Termoli                   | 37      | 28 | 15 | 7 | 6  | 70 | 40 | +30 |
|  | 5.   | Aterno                    | 32      | 28 | 12 | 8 | 8  | 35 | 36 | -1  |
|  | 6.   | Forza e Coraggio Avezzano | 27      | 28 | 11 | 5 | 12 | 43 | 36 | +7  |
|  | 6.   | Asfalti Abruzzi-Celano    | 27      | 28 | 12 | 3 | 13 | 49 | 41 | +8  |
|  | 8.   | A.C.L.I. Sez. Calcio      | 26      | 28 | 9  | 8 | 11 | 32 | 43 | -11 |
|  | 8.   | Sulmona                   | 26      | 28 | 10 | 6 | 12 | 38 | 62 | -24 |
|  | 10.  | Andreja Pescara           | 22      | 28 | 9  | 4 | 15 | 22 | 49 | -27 |
|  | 11.  | Guardiagrele              | 20      | 28 | 8  | 4 | 16 | 30 | 53 | -23 |
|  | 12.  | Atessa                    | 19      | 28 | 8  | 3 | 17 | 37 | 53 | -16 |
|  | 13.  | Popoli                    | 19      | 28 | 8  | 3 | 17 | 41 | 64 | -23 |
|  | 14.  | Ursus                     | 19      | 28 | 5  | 9 | 14 | 23 | 47 | -24 |
|  | 15.  | Francavilla               | 15      | 28 | 3  | 9 | 16 | 18 | 64 | -46 |
|  | ---  | Audace                    | Escluso |    |    |   |    |    |    |     |

Legenda:
      Promosso in IV Serie 1956-1957.
  Retrocesso e in seguito riammesso.
      Retrocesso in Prima Divisione.
      Escluso dal campionato e retrocesso.
Regolamento:
Due punti a vittoria, uno a pareggio, zero a sconfitta.
Pari merito in caso di pari punti e spareggi in caso di pari punti in zona promozione e retrocessione.